# Middle of Nowhere
Middle of Nowhere är det amerikanska pop/rock-bandet Hansons debutalbum, utgivet den 6 maj 1997. Den blev en stor succé och såldes i 8 miljoner exemplar världen över. 

## Låtförteckning
1. "Thinking of You" – 3:13
2. "MMMBop" – 4:28
3. "Weird" – 4:02
4. "Speechless" – 4:20
5. "Where's the Love" – 4:13
6. "Yearbook" – 5:29
7. "Look At You" – 4:28
8. "Lucy" – 3:35
9. "I Will Come to You" – 4:11
10. "A Minute Without You" – 3:55
11. "Madeline" – 4:13
12. "With You in Your Dreams" – 3:55
13. "Man from Milwaukee" (bonusspår) – 3:38

Alla låtar är skrivna av Isaac Hanson, Taylor Hanson och Zachary Hanson. Några i samarbete med låtskrivare som Desmond Child, Barry Mann och Cynthia Weil.